# Håkan Adolfsson
Håkan Adolfsson, född 10 september 1971 i Vetlanda i Sverige, är en svensk bandyspelare.
Adolfsson är son till ungdomstränaren Lars-Åke "Timpa" Adolfsson, som tidigare spelat för Vetlanda BK.
Håkan Adolfsson fick sin bandyfostran i Vetlanda BK och gjorde allsvensk debut i Vetlanda BK säsongen 1992/1993, då han spelade 114 allsvenska matcher och gjorde 66 mål fram till säsongen 1998/1999. Därefter spelade han fyra säsonger i Tranås BoIS.Säsongen 2003/2004 återvände han till moderklubben.